# From the Heart – Bonnie Tyler Greatest Hits
Albums de Bonnie Tyler
Wings
(2005) Rocks and Honey
(2013)
From the Heart - Bonnie Tyler Greatest Hits est une compilation de la chanteuse Bonnie Tyler sortie en 2007.

## Liste des titres
1. Total Eclipse of the Heart (Jim Steinman) 4:31
  - extrait de l'album Faster Than the Speed of Night, 1983
2. Lost in France (Scott / Wolfe) 3:54
  - extrait de l'album The World Starts Tonight, 1977
3. Faster than the Speed of Night (Jim Steinman) 6:42
  - extrait de l'album Faster Than the Speed of Night, 1983
4. It's a Heartache (Scott / Wolfe) 3:31
  - extrait de l'album Natural Force, 1978
5. Have You Ever Seen the Rain? (John Fogerty) 4:08
  - extrait de l'album Faster Than the Speed of Night, 1983
6. Holding Out for a Hero (Jim Steinman / Dean Pitchford) 5:51
  - extrait de l'album Secret Dreams and Forbidden Fire, 1986
7. Loving you is a Dirty Job (But somebody's gotta do it) duo avec Todd Rundgren (Jim Steinman) 7:48
  - extrait de l'album Secret Dreams and Forbidden Fire, 1986
8. A rockin' good way (To mess around and fall in love) duo avec Shakin' Stevens (Brook Benton / Clyde Otis / Luchi DeJesus) 2:57
  - 1984
9. In My Life (Lennon / McCartney) 3:01
  - extrait de l'album Heart Strings, 2002
10. Making Love Out of Nothing at All (Jim Steinman) 7:49
  - extrait de l'album Free Spirit, 1995
11. (The world is full of) Married men (King / Musker) 4:00
  - 1979
12. More Than a Lover (Scott / Wolfe) 4:17
  - extrait de l'album The World Starts Tonight, 1977
13. If You Were a Woman (And I Was a Man) (Desmond Child) 5:15
  - extrait de l'album Secret Dreams and Forbidden Fire, 1986
14. Streets of Little Italy (Robbie Siedman) 4:41
  - extrait de l'album Hide Your Heart, 1988
15. You won't see me cry (Lee Morris / Paul Hopkins) 2:48
  - extrait de l'album Silhouette in Red, 1993
16. Louise (Paul D. Fitzgerald / Bonnie Tyler) 3:46
  - extrait de l'album Wings, 2005
17. Si demain... (Turn Around) duo avec Kareen Antonn (Jim Steinman) 3:54
  - extrait de l'album Simply Believe, 2004